# Psychohistoire
Ne doit pas être confondu avec Socio-histoire.
Pour le concept de science-fiction développé par Isaac Asimov, voir Psychohistoire (Asimov).
La psychohistoire est l'étude des motivations psychologiques des événements historiques. Elle essaie de combiner les concepts de la psychothérapie avec la méthode scientifique des sciences sociales pour comprendre l'origine émotionnelle des comportements sociaux et politiques des groupes et des nations, passés et présents. Son sujet d'étude principal est l'enfance et la famille (en particulier la maltraitance des enfants), et l'étude psychologique de l'anthropologie et l'ethnologie.

## Description

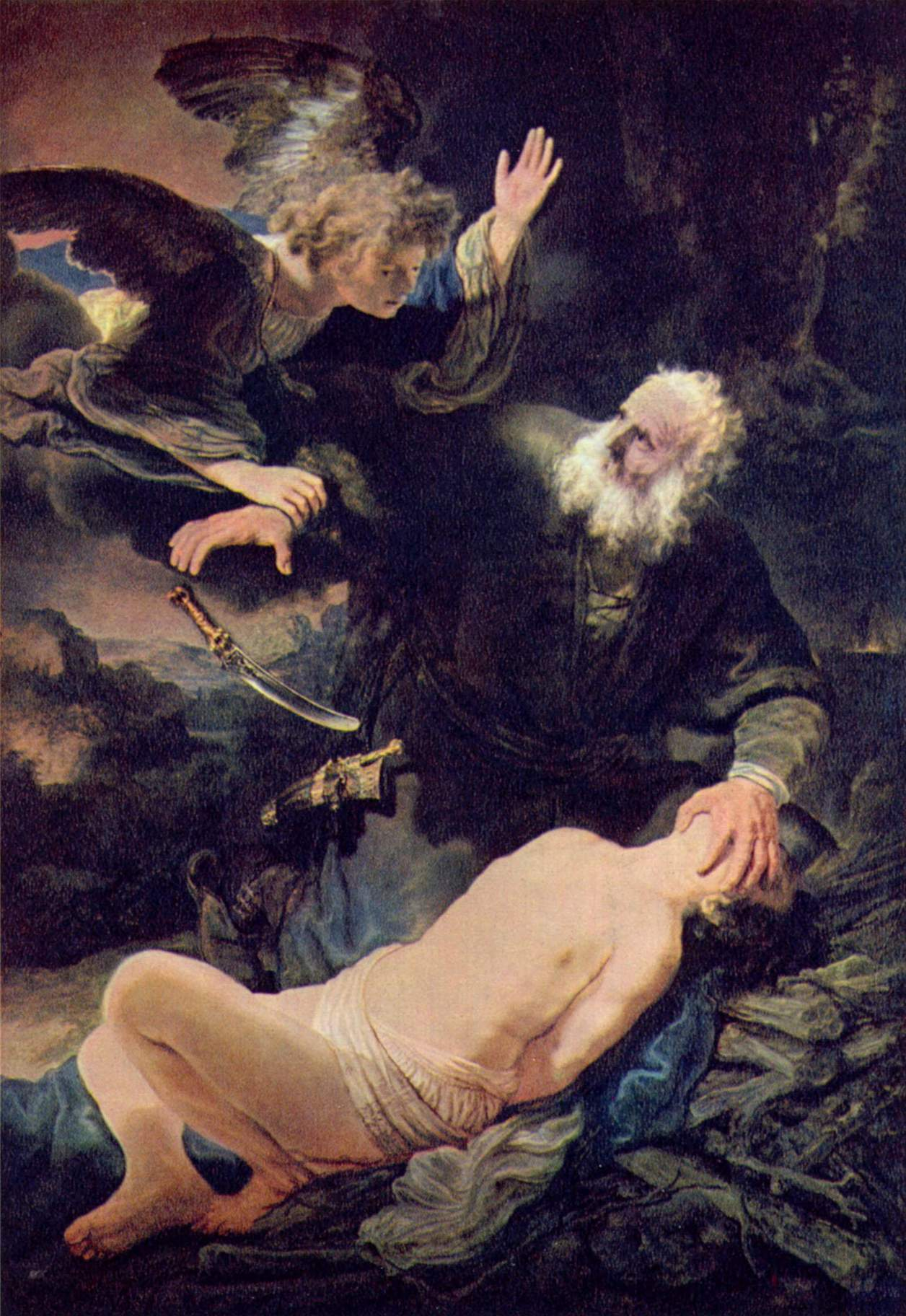
Le sacrifice d'Isaac, peinture de Rembrandt, inspirée de l'Ancien Testament.

De nombreux concepts de la psychohistoire proviennent de domaines qui semblent ignorés par les historiens conventionnels en tant qu'éléments fondateurs de l'histoire humaine (en particulier : les effets de l'accouchement, les méthodes d'éducation des enfants, et la maltraitance).
Les impacts de l'inceste, l'infanticide et du sacrifice d'enfants sur l'Histoire sont examinés. La psychohistoire soutient que des sociétés humaines peuvent passer de pratiques infanticides à des pratiques non-infanticides, et a inventé le terme « mode d'éducation infanticide précoce » (« early infanticidal childrearing » en anglais) pour décrire la maltraitance et la négligence observées par de nombreux anthropologues. Lloyd deMause a proposé un système de modes psychogènes (voir plus bas) qui décrit l'éventail de styles d'éducation des enfants par les parents qu'il a observé à travers l'Histoire et dans les différentes cultures.[réf. nécessaire]
De nombreux anthropologues affirment que « le phénomène de la culture est indépendant des lois de la biologie et de la psychologie ». Et Émile Durkheim, dont les contributions ont été fondamentales dans la formation de la sociologie et de l'anthropologie, posa le principe suivant : "La cause déterminante d'un fait social devrait être cherchée parmi les faits sociaux qui l'ont précédé, et non parmi les états de conscience individuels". Les psychohistoriens, de leur côté, suggèrent que des comportements sociaux tels que le crime et la guerre pourraient être un rejouement autodestructeur de maltraitances et de négligences infantiles; que des régressions inconscientes à des peurs primordiales et des modes d'éducation destructeurs pourraient dominer les comportements individuels et sociaux,.
La psychohistoire se fonde en grande part sur la biographie historique. Des exemples notables de biographies psychologiques sont celle de Lewis Namier, qui écrivit sur la Chambre des communes du Royaume-Uni, et Fawn Brodie, au sujet de Thomas Jefferson.

### Domaines d'études psychohistoriques
Il y a 3 domaines d'études psychohistoriques interconnectés.
1. L'histoire de l'enfance qui se penche sur des questions telles que :
  - Comment les enfants ont-ils été élevés au cours de l'Histoire
  - Comment la famille s'est-elle constituée
  - Comment et pourquoi les pratiques ont-elles évolué au cours du temps
  - La place et la valeur changeantes accordées aux enfants à travers les temps
  - Comment et pourquoi notre vision de la maltraitance et de la négligence ont changé
2. La Psychobiographie qui cherche à comprendre des personnalités historiques et leurs motivations.[réf. nécessaire]
3. La psychohistoire de groupe qui cherche à comprendre les motivations de grands groupes, y compris des nations, dans l'histoire et l'actualité. Pour ce faire, la psychohistoire promeut l'analyse des fantasmes de groupe visibles à travers les discours politiques, les caricatures politiques et les gros titres des médias, suivant l'idée que les termes utilisés donnent des indices sur l'état de l'inconscient collectif et les comportements collectifs[7].

### Émergence comme discipline
Wilhelm Reich a combiné ses théories psychanalytiques et politiques dans son livre La Psychologie de masse du fascisme en 1933.
Le psychologue et philosophe Erich Fromm a écrit sur le sujet de la motivation psychologique derrière l'idéologie politique, en commençant par La Peur de la liberté en 1941.
Son premier usage académique est apparu dans le livre d'Erik Erikson Young Man Luther (1958), où l'auteur appelait à la création d'une discipline de "psycho-histoire" pour examiner l'impact du caractère humain sur l'Histoire.
Lloyd deMause a développé une approche formelle de la psychohistoire à partir de 1974.

### Indépendance en tant que discipline
DeMause et d'autres ont soutenu que la psychohistoire est un domaine particulier de l'étude universitaire avec ses propres méthodes, objectifs et théories, qui le mettent à part de l'analyse historique conventionnelle et de l'anthropologie. Certains historiens, experts des sciences sociales et anthropologues ont, cependant, prétendu que leurs disciplines décrivent déjà les motivations psychologiques et que la psychohistoire n'est donc pas un sujet à part. D'autres ont rejeté les théories et objectifs de deMause, argumentant que la préférence de la psychohistoire pour la spéculation sur les motivations psychologiques des gens dans l'histoire en fait un champ d'étude indiscipliné.
Les psychohistoriens maintiennent que la différence porte sur ce sur quoi l'accent est mis : dans l'étude conventionnelle, les récits et les descriptions sont centraux, tandis que les motivations psychologiques sont à peine effleurées. Pour deMause, la maltraitance des enfants est au premier plan. Les psychohistoriens accusent la plupart des anthropologues et ethnologues de présenter sous un jour positif l'inceste, l'infanticide, le cannibalisme et le sacrifice des enfants. Ils maintiennent que les critères qui définissent la maltraitance des enfants sont des critères objectifs, et que certaines pratiques que les anthropologues excusent (comme les sacrifices rituels) peuvent engendrer la psychose, la dissociation et la pensée magique : particulièrement chez les enfants survivants dont le frère ou la sœur a été sacrifié par leurs parents. Dans une interview de 1994 de deMause dans The New Yorker, l'interviewer a écrit : « Pour donner du crédit à la psychohistoire, il faut adhérer à des assomptions assez surprenantes [...], comme, par exemple, que les techniques d'éducation d'une nation affectent sa politique extérieure. ». Les psychohistoriens considèrent aussi que le relativisme culturel est contraire à la lettre et à l'esprit des droits humains.

## Modes psychogènes
Les psychohistoriens ont beaucoup écrit sur les changements dans la psyché humaine au cours de l'histoire ; des changements qui selon eux sont produits par les parents, et spécialement la capacité croissante des mères à éprouver de l'empathie pour leurs enfants. Un concept-clé de la pensée de deMause est le concept de psychoclasse, qui émerge d'un style particulier de traitement des enfants et de maltraitance par les parents, à une période particulière du développement d'une société. Le conflit entre les anciennes et les nouvelles psychoclasses est aussi souligné dans les réflexions des psychohistoriens. Ceci se reflète, par exemple, dans le conflit entre les électeurs du Parti démocrate (États-Unis) et ceux du Parti républicain (États-Unis) dans les États-Unis contemporains,.
Un autre concept-clé de la psychohistoire est celui de fantaisie de groupe, que deMause considère comme une force médiatrice entre les expériences communes à l'enfance dans une psychoclasse (et les conflits psychiques qui en émergent), et le comportement de cette  psychoclasse en politique, religion et d'autres aspects de la vie sociale.
En psychohistoire, un mode psychogène est un type de mentalité (ou psychoclasse) qui résulte de, et est associé à, un style particulier de traitement des enfants. Les principaux modes psychogènes décrits par deMause sont, :
| Mode        | Caractéristiques du traitement des enfants | Manifestations historiques |
| ----------- | --- | --- |
| Infanticide | Early infanticidal childrearing : Sacrifices rituels. Taux d'infanticide élevés, incestes, mutilations corporelles, viols d'enfants et tortures. | Sacrifices d'enfants et infanticide dans les sociétés tribales, (Mésoaméricains et Incas); dans les religions Assyrienne et Cananéenne. Phéniciens, Carthaginois et certains des premiers états sacrifiaient des enfants à leurs dieux. D'un autre côté, les relativement plus éclairés Grecs et Romains abandonnaient certains de leurs bébés ("late" infanticidal childrearing).                                                     |
| Infanticide | Late infanticidal childrearing : Certains jeunes enfants ne sont pas exagérément rejetés par leur mère, mais de nombreux nouveau-nés, spécialement les filles, sont abandonnés à leur sort. | Sacrifices d'enfants et infanticide dans les sociétés tribales, (Mésoaméricains et Incas); dans les religions Assyrienne et Cananéenne. Phéniciens, Carthaginois et certains des premiers états sacrifiaient des enfants à leurs dieux. D'un autre côté, les relativement plus éclairés Grecs et Romains abandonnaient certains de leurs bébés ("late" infanticidal childrearing).                                                     |
| Abandonnant | Les premiers Chrétiens considéraient un enfant comme ayant une âme à la naissance, bien que possédé par des tendances maléfiques. La coutume de l'infanticide était remplacée par l'enrôlement dans la fantaisie de groupe du sacrifice du Christ, qui avait été envoyé par son père pour être tué pour les pêchés des autres. L'habitude de pédérastie avec les garçons continuait dans les monastères et ailleurs, et le viol des filles était monnaie courante. | L'infanticide est remplacé par l'abandon. Les enfants qui ont survécu n'ont pas internalisé un surmoi complètement meurtrier. Bébés emmaillotés plus longtemps, placés dans une famille, chez une nourrice, abandon des enfants dans des monastères et des nurseries, et en apprentissage. |
| Ambivalent  | Le XIIe siècle a vu l'apparition des premiers manuels d'éducation et de lois rudimentaires de protection des enfants, bien que la majorité des mères rejetaient toujours émotionnellement leurs enfants. Les enfants étaient souvent traités comme des objets érotiques par les adultes. | Les derniers siècles du Moyen Âge virent la fin de l'abandon des enfants dans les monastères. Lavements, violences physiques, emmaillotage plus court, deuil pour les enfants décédés, début d'empathie. |
| Intrusif    | Au cours du XVIe siècle, particulièrement en Angleterre, les parents cessèrent d'essayer de bloquer la croissance des enfants pour se mettre à essayer de les contrôler et les rendre obéissants. Les parents étaient disposés à leur accorder de l'attention aussi longtemps qu'ils contrôlaient leurs esprits, leurs corps, leur colère et les vies qu'ils menaient. | Les parents intrusifs commencèrent à arrêter d'emmailloter leurs enfants. Éducation précoce à la propreté, répression de la sexualité de l'enfant. Les menaces de damnation formèrent l'enfant puritain si familier des premiers ouvrages modernes d'éducation des enfants. D'un autre côté, la fin de l'emmaillotage et du placement chez une nourrice ont rendu possible le décollage fulgurant des avancées scientifiques modernes. |
| Socialisant | À partir du XVIIIe siècle, les mères commencèrent à réellement apprécier de s'occuper des enfants, et les pères commencèrent à prendre part au développement des plus jeunes. L'objectif restait de faire intégrer les buts parentaux plutôt que d'encourager l'individuation. La manipulation mentale et la fessée étaient utilisés pour rendre l'enfant obéissant. La menace de la damnation et les sanctions disciplinaires les plus dures incluant l'usage d'objets pour battre l'enfant disparurent. De nos jours, le Mode Socialisant reste le modèle le plus populaire d'éducation des enfants en Amérique du Nord et en Europe de l'Ouest. | Usage de la culpabilité, « discipline mentale », humiliation, émergence de l'instruction obligatoire, délégation désirs parentaux inconscients. À mesure que les injonctions parentales continuent à diminuer, le traitement des enfants devient moins un processus de conquête de sa volonté que de formation. La psychoclasse socialisante a construit le monde moderne.                                                             |
| Soutenant   | À partir du milieu du XXe siècle, certains parents adoptèrent le rôle de soutien aidant leurs enfants à atteindre leurs propres buts dans la vie, plutôt que de les « socialiser » en les poussant à accomplir les désirs parentaux. Moins de manipulation psychologique, plus d'amour inconditionnel. Les enfants élevés de cette manière sont bien plus empathiques envers les autres dans la société que les générations précédentes. | Mouvement pour les droits de l'enfant, déscolarisation et école libre, accouchement naturel, Taking Children Seriously et abandon de la circoncision. |

Les psychohistoriens maintiennent que les six modes de maltraitance éducative (à l'exclusion du "mode soutenant") sont reliés à des troubles psychiatriques allant des psychoses aux névroses.
Le graphe ci-dessous montre les dates auxquelles ces modes sont censés avoir évolué dans les nations les plus avancées, sur la base des comptes-rendus tirés de documents historiques. Une version en noir et blanc de ce graphe apparaît dans Foundations of Psychohistory.
La chronologie ne s'applique pas aux sociétés de chasseurs-cueilleurs. Elle ne s'applique pas non plus aux mondes Grec et Romain, où il y avait une grande variation dans les styles d'éducation des enfants. Il est à noter que l'apparition du mode d'éducation Ambivalent a précédé le début de la Renaissance (milieu du XIVe siècle) de seulement une ou deux générations, et que l'apparition du mode Socialisant coïncide avec le Siècle des Lumières, qui a commencé vers la fin du XVIIIe siècle.
Des comptes-rendus d'avortement sélectif (et parfois d'abandon des bébés filles), spécialement en Chine, Corée, Taïwan, Singapour, Malaisie, Inde, Pakistan, Nouvelle-Guinée, et bien d'autres pays en voie de développement en Asie et Afrique du Nord, expliquent pourquoi des millions de femmes sont "manquantes" en Asie. Du point de vue psychohistorique, ceci démontre que les premières formes d'éducation des enfants coexistent avec des modes plus tardifs, même dans les pays les plus avancés. Cependant, le graphe ne devrait pas être vu comme une représentation fidèle de la prévalence relative de chaque mode au jour présent, puisqu'il n'est pas basé sur des études formelles à large échelle.
D'après la théorie de la psychohistoire, chacune des six psychoclasses coexiste dans le monde moderne de nos jours, et, quels que soient les changements dans l'environnement, c'est seulement quand des changements adviennent dans l'enfance que les sociétés commencent à progresser.
L'axe Y du graphe ci-dessus sert d'indicateur du nouveau mode et pas de mesure de la taille du mode.

### Une psychoclasse pour l'ère postmoderne
D'après la théorie psychogène, depuis l'Homme de Neanderthal, la plupart des tribus et des familles pratiquaient l'infanticide, la mutilation des enfants, l'inceste et la punition corporelle de leurs enfants tout au long de la Préhistoire et de l'Histoire. Présentement, le mode socialisant occidental est considéré bien moins traumatisant, bien que ce mode ne soit pas encore tout à fait exempt de maltraitance. Dans le paragraphe d'ouverture de son essai fondateur « The Evolution of Childhood » (premier article dans The History of Childhood), DeMause affirme :
« L'Histoire de l'enfance est un cauchemar duquel nous n'avons que récemment commencé à émerger. Plus on remonte dans l'Histoire, plus le niveau des soins accordés aux enfants est faible, et plus il est probable que les enfants soient tués, abandonnés, battus, terrorisés et sexuellement abusés. »
Malgré tout, il y a une tendance à l'optimisme dans le domaine. DeMause pense que, dans un monde de parents « soutenants », toute violence disparaîtra également, en même temps que la pensée magique, les maladies mentales, les guerres et les autres horreurs qui opposent l'Homme à l'Homme. Cependant, certains ont critiqué cette affirmation comme étant elle-même une forme de pensée magique.

## Critiques
Il n'y a aucun département dédié à la « psychohistoire » dans les études supérieures, bien que certains département d'Histoire en ont donné des cours. La psychohistoire reste un champ d'étude controversé, et deMause et d'autres psychohistoriens font face à la critique dans la communauté académique,,,,. Les formulations de deMause ont été critiquées comme étant insuffisamment soutenues par des recherches crédibles. La psychohistoire utilise un vaste éventail de méthodes, et il est difficile de déterminer ce qui est approprié dans chaque circonstance. La discipline a l'avantage d'être capable de traiter des motivations dans l'Histoire et est utile pour développer des récits, mais est forcée de psychanalyser ses sujets après-coup, ce qui n'avait pas été pris en compte quand la théorie avait été développée et étendue.[citation nécessaire] La psychohistoire récente a aussi été critiquée pour être trop liée à deMause, dont les théories ne sont pas représentatives de l'ensemble du domaine.
Le livre de 1974 The History of Childhood, dans lequel deMause a inclus des essais de neuf historiens professionnels, propose un aperçu du traitement des enfants au cours de l'Histoire. Bien que les critiques épargnent généralement ces neuf historiens, ils considèrent deMause comme un partisan convaincu de la vision « légende noire » de l'Histoire de l'enfance (c'est-à-dire que l'histoire de l'enfance est avant tout une histoire de progrès, où les enfants sont bien moins maltraités que par le passé). De même, on a reproché à son travail d'être une histoire de la maltraitance des enfants, pas de l'enfance.
The History of Childhood, écrit par dix savants (dont deMause), est souvent comparé à The Making of the Modern Family par Edward Shorter et The Family, Sex and Marriage in England 1500-1800 par Lawrence Stone, à cause de leur tendance à s'accorder sur une perspective macabre de l'histoire de l'enfance. Mais les travaux de deMause ont en particulier attiré l'hostilité de l'historien Hugh Cunningham. Thomas Kohut est allé encore plus loin :
« Le lecteur est sans doute déjà familier avec des exemples de ces « abus » psychohistoriques. Il y a cependant une différence significative entre la tentative de compréhension de la psychologie dans l'Histoire, bien intentionnée et sérieuse, bien que sans doute simpliste et réductionniste, et l'approche psychohistorique qui peut parfois tendre vers la pornographie historique. Pour des exemples de la version de la psychohistoire la plus frivole et du plus mauvais goût, voyez The Journal of Psychohistory. Pour les tentatives plus sérieuses et érudites de comprendre la dimension psychologique du passé, voyez The Psychohistory Review. »
DeMause et les psychohistoriens répondent que leurs détracteurs sont, pour une grande part, non motivés par les faits, mais plutôt par la propension inconsciente à attaquer ceux qui remettent en cause l'idée d'« éducation bonne » même dans les tribus ou cultures les plus primitives.

## Organisations

### Aux États-Unis
Le principal centre d'étude psychohistorique est l'Institute for Psychohistory, fondé par Lloyd deMause, qui a 19 branches partout dans le monde et a pendant plus de 30 ans publié le Journal of Psychohistory.
L'International Psychohistorical Association fondée par Lloyd deMause en 1977 est l'organisation professionnelle dans le domaine de la psychohistoire. Elle publie Psychohistory News et a une bibliothèque de prêt par courrier d'ouvrages psychohistoriques. Elle accueille une convention annuelle.
Des cours de psychohistoire ont été donnés dans trois universités au niveau de premier cycle universitaire. Les universités suivantes ont publié les détails des cours : Boston University, City University of New York et Wesleyan University,,.
The Psychohistory Forum, qui publie le journal trimestriel Clio’s Psyche, a été fondé en 1983 par l'historien et psychanalyste Paul H. Elovitz. Cette organisation d'académiciens, de thérapeutes et de profanes tient régulièrement des réunions savantes à New York et à des conventions internationales. Elle soutient également un groupe de discussion en ligne.

### En Europe
Il existe aussi une Société française de psychohistoire (SFPh) dont le siège est à Avignon. Sa présidente Brigitte Demeure la présente en ces termes dans l'espace européen: « Depuis plusieurs années, une coopération fructueuse s'est instaurée entre la société française de psychohistoire et la société allemande ». En Europe, précise-t-elle, la psychohistoire « se réfère plus largement à la psychanalyse ».

## Psychohistoriens notables
- Lloyd deMause, fondateur du Institute for Psychohistory.
- Robert Jay Lifton, psychiatre spécialisé dans les motivations psychologiques de la guerre et du terrorisme.
- Paul H. Elovitz, historien, psychanalyste, fondateur du Psychohistory Forum et éditeur du journal de psychohistoire Clio's Psyche.